# Entomologica Americana
Entomologica Americana – amerykańskie, recenzowane czasopismo naukowe publikujące w zakresie entomologii.
Czasopismo to wydawane jest przez New York Entomological Society. Ukazuje się od marca 1893 roku. W latach 1893–2006 nosiło tytuł Journal of the New York Entomological Society. Publikacje obejmują różne dziedziny entomologii, zwłaszcza systematykę, taksonomię, biologię i ekologię owadów. Ukazują się również wydania specjalne skoncentrowane na danej tematyce lub wydawane na cześć konkretnego entomologa.
W 2017 roku jego wskaźnik cytowań według Scimago Journal & Country Rank wyniósł 0,362 co dawało mu 78. miejsce wśród czasopism poświęconych naukom o owadach.